# 林新強
林新強，JP（1961年8月—），現任香港立法會議員（法律界），香港事務律師，主理企業及商業交易、房地產事務，香港律師會前會長。

## 簡介
林新強早年就讀天主教崇德英文書院，後來在艾塞克斯大學取得法學士。2014年8月14日香港律師會的特別會員大會通過對其的不信任動議，成為首個被通過不信任動議的香港律師會主席。為避免法律專業出現內部撕裂，林新強先生於2014年8月18日正式辭去香港律師會會長一職。
2014年11月，林新強與廣東華商律師事務所合作成立了中國第一家香港和內地的合夥聯營律師事務所「華商林李黎(前海)聯營律師事務所」，並擔任聯營所的管理合夥人。
2016年，林新強成立全球華語律師聯盟。

## 2014年特別會員大會不信任動議
2014年5月5日，林新強因為拒絕使用英語回答亞洲電視國際台記者有關香港政治制度改革的提問，而被記者在新聞報道上批評。
2014年6月16日，林新強在香港電台節目《中國點點點》中與記者會面時提及，指《一國兩制白皮書》不會對香港的司法獨立構成影響，當中「要求法官需要愛國」的部份也並無問題，又表示愛國乃公民責任，在這問題上，律師會不接受任何批評。
其後，林新強又對中國共產黨公開稱頌：「我覺得共產黨好偉大，因為它將我們的國家帶領到一個新紀元，我好欣賞他們。」
兩起事件引起香港律師會會員嘩然，憲制及人權事務委員會委員任建峰更於8月14日晚舉行特別會員大會通過三項動議：
1. 律師會需發表司法獨立是香港的核心價值的聲明，而白皮書不能動搖此價值 
  - 票數 3933
  - 支持 2747
  - 反對 1186
2. 律師會會長需要撤回他於2014年6月16日的言論
  - 票數 3941
  - 支持 2574
  - 反對 1367
3. 通過不信任律師會會長
  - 票數 3870
  - 支持 2392
  - 反對 1478

最終三項動議皆獲支持，包括大比數通過對現任會長林新強之不信任動議，成為108年來首位被通過不信任動議的香港律師會主席。然而由於會章並無規定遭不信任動議通過者必須辭職，如林新強堅拒辭職，那只有理事會方有權罷免他。
林新強在動議通過後黯然離開會場，未有正面回應辭職與否，只稱是律師會之內部事務，對組織亦不構成影響，並希望事件隨著大會結束告一段落，並呼籲律師會維持團結。

## 從政
2017年12月，林新強亦有參與第十三屆港區人大代表選舉，不過最終未能當選。
2021年11月，政府落實國安法後首次立法會選舉，林新強宣佈參加2021立法會選舉法律界功能組別選舉，最終成功當選，成為繼葉錫安之後，歷來第二位當選法律界功能界別的親政府陣營議員。